# Daryl Washington
Pour les articles homonymes, voir Washington.
(en) Statistiques sur pro-football-reference
Daryl Lewis Washington (né le 9 octobre 1986 à Irving) est un joueur américain de football américain. Il joue actuellement avec les Cardinals de l'Arizona.

## Lycée
Daryl va au lycée de sa ville natale où il est nommé parmi les meilleurs joueurs défensifs de son district après avoir fait 168 tacles ainsi que quatre sacks lors de sa dernière année.

## Carrière

### Université
En 2006, Washington occupe le poste de linebacker et fait partie de l'escouade spéciale. Il fait seize tacles lors de cette saison. En 2007, il bloque trois punts et fait trente-deux tacles. Il fait partie en 2008 des meilleurs tacleurs de son équipe et est titulaire lors du Poinsettia Bowl 2008 où il fait lors de ce match six tacles et trois passes arrêtées contre l'université d'État de Boise. Lors de sa dernière saison à l'université, il fait partie des douze demi-finalistes pour le Butkus Award.

### Professionnelle
Daryl Washington est sélectionné lors du second tour du draft de la NFL de 2010 par les Cardinals de l'Arizona au quarante-septième choix. Lors de sa première saison en NFL (rookie), il joue l'ensemble des matchs (dont onze comme titulaire) et effectue soixante-quatre yards, une interception, deux passes déviées et un fumble provoqué.
En 2014, il est suspendu une année après violation de la politique de la ligue en matière de consommation de substances illégales.